# Thorectes demoflysi
Thorectes demoflysi är en skalbaggsart som beskrevs av Baraud 1965. Thorectes demoflysi ingår i släktet Thorectes och familjen tordyvlar. Inga underarter finns listade i Catalogue of Life.